# Bebi (djati)
Bebi (Bbj) va ser un alt oficial egipci durant la dinastia XI. Va ser djati del rei Mentuhotep II.
Només se'l coneix per un fragment de relleu trobat al temple funerari del rei a Deir el-Bahari, que ara es troba al Museu Britànic. El breu títol de la figura de Bebi diu el següent:
"djati", "oficial del zab [sic]", "el que pertany al teló [sic] Bebi".
Bebi podria haver estat el primer alt funcionari de l'Imperi Mitjà a portar aquest títol. El seu successor va ser Dagi. Bebi potser va començar la seva carrera com a tresorer; de fet, un tresorer que porta el nom de Bebi és conegut gràcies a l'estela d'un controlador anomenat Maati, avui al Museu Metropolità de Nova York (núm. 14.2.7).